# Xylotrechus quadrisignatus
Xylotrechus quadrisignatus är en skalbaggsart som beskrevs av Maurice Pic 1927. Xylotrechus quadrisignatus ingår i släktet Xylotrechus och familjen långhorningar. Inga underarter finns listade i Catalogue of Life.